# Chamarel

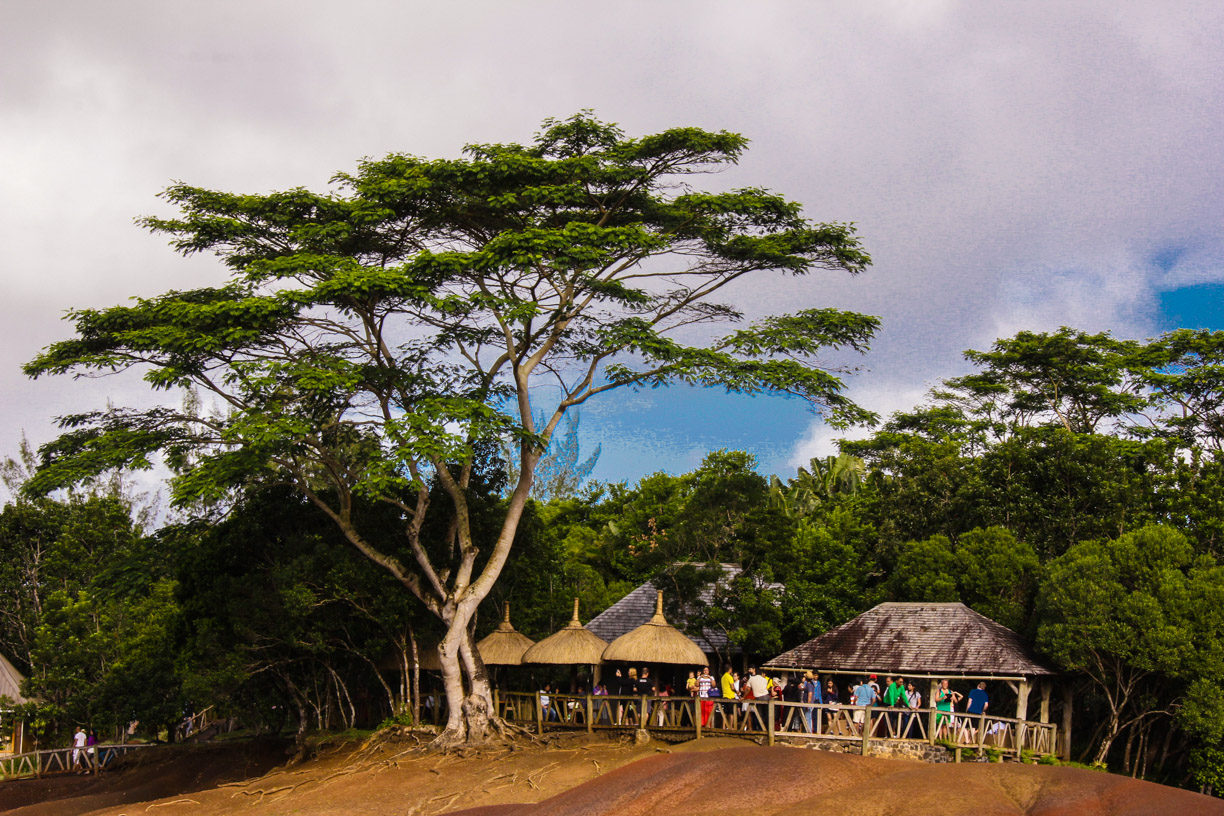
Chamarel

Chamarel è un centro abitato situato sul versante occidentale dell'isola di Mauritius.
Il villaggio conta una popolazione di 783 abitanti.